# Isotta Nogarola
Isotta Nogarola, född ca 1418, död 1466, var en italiensk författare. Hon var en av få lärda och högt respekterade kvinnor inom sitt verkningsfält i renässansens Italien.

## Biografi
Isotta Nogarola föddes in i en välbärgad släkt i Verona, där hon också levde större delen av sitt liv. Hennes faster var poeten Angela Nogarola. Liksom sina systrar fick Isotta Nogarola en gedigen humanistisk utbildning och blev redan som tonåring känd för sin bildning (och sin skönhet).
Isotta Nogarola skrev poesi, dialoger och tal på latin som hon skickade till inflytelserika humanister i norra Italien. Dessa blev imponerade av den unga kvinnan och diskuterade och spred hennes brev. Samtidigt fanns det de som fann det opassande att en kvinna uppträdde på männens arena. Både hon och systrarna utsattes för illasinnad ryktesspridning från såväl män som kvinnor. Kvinnor från välbeställda familjer förväntades att gifta sig eller gå i kloster. Isotta Nogarola valde att i stället fortsätta med sina studier och sitt författarskap, samtidigt som hon alltmer drog sig tillbaka från världen. Hon tillbringade det mesta av sin tid i sitt libraria cella, ett rum med böcker. Studierna kom allt mer att ägnas Bibeln och kyrkofäderna.
Även om hon sällan lämnade bostaden, tog hon emot besök i hemmet och hade en omfattande korrespondens med intellektuella i regionen. Många av breven finns bevarade. De är ofta elegant formulerade, ibland insmickrande eller underdånigt: ”Jag är blott en obetydlig kvinna… ”, vilket kan ha varit avsett som ironi. Hon återkom vid flera tillfällen till den ojämlika relationen mellan män och kvinnor.
Isotta Nogarolas mest kända verk, De pari aut impari Evae atque Adae peccato (”Om Adams och Evas jämna eller ojämna skuldbörda”) tillkom 1451 men publicerades först långt senare, 1563. Det är en kort dialog baserad på en brevväxling hon haft. Hon lägger störst skuld för syndafallet på Adam, eftersom Gud hade gett honom förstånd, något Eva inte hade fått.
Isotta Nogarola skrev på latin. En översättning till engelska av hennes samlade skrifter utkom 2004.